# Микроцистины

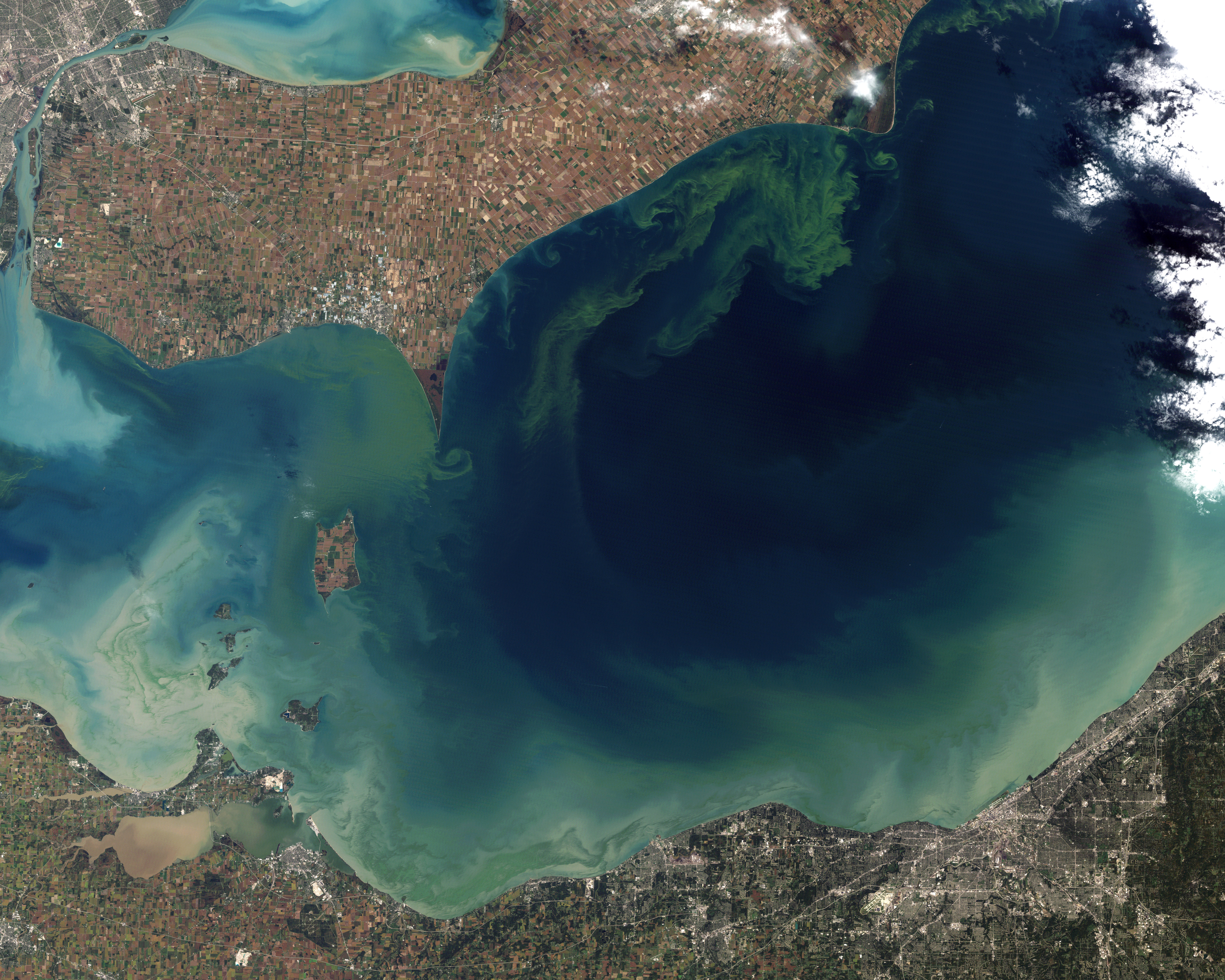
Озеро Эри в октябре 2011 года, во время интенсивного цветения цианобактерий

Микроцистины — или цианогинозины — представляют собой класс токсинов, вырабатываемых некоторыми пресноводными сине-зелеными водорослями . До настоящего времени было обнаружено более 50 различных микроцистинов, из которых микроцистин-LR является наиболее распространенным. Химически они представляют собой циклические гептапептиды, продуцируемые посредством нерибосомальных пептидных синтетаз.
Во время цветения воды цианобактерии могут продуцировать микроцистины в больших количествах, что представляет серьезную угрозу для питьевого и ирригационного водоснабжения и окружающей среды в целом.

## Характеристики

Химическая структура микроцистина-LR

Микроцистины — или цианогинозины — представляют собой класс токсинов вырабатываемых некоторыми пресноводными цианобактериями; в первую очередь Microcystis aeruginosa, но также и другими видами рода Microcystis, а также представителями родов Planktothrix, Anabaena, Oscillatoria и Nostoc . К настоящему времени было обнаружено более 50 различных микроцистинов, из которых микроцистин-LR является наиболее распространенным. Химически они представляют собой циклические гептапептиды, продуцируемые посредством нерибосомальных пептидных синтетаз.
Микроцистин-LR является наиболее токсичной формой из более чем 80 известных ядовитых вариантов, а также наиболее изученной химиками, фармакологами, биологами и экологами. Содержащее микроцистин «цветение» является проблемой во всем мире, включая Китай, Бразилию, Австралию, Южную Африку, Соединенные Штаты и многие страны Европы. Дамба Hartebeespoort в Южной Африке является одним из наиболее загрязненных участков на Африканском континенте и, возможно, в мире.
Микроцистины содержат несколько необычных непротеиногенных аминокислот, таких как производные дегидроаланина и редкую ADDA β-аминокислоту. Микроцистины ковалентно связываются и ингибируют протеинфосфатазы PP1 и PP2A и, таким образом, могут вызывать панстеатит.

## Образование

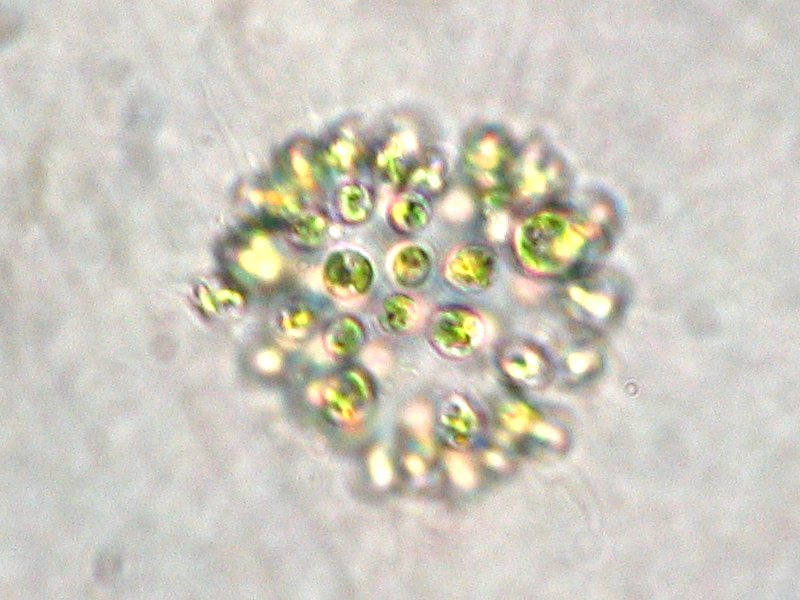
Культура М. aeruginosa, фотосинтезирующая бактерия

Microcystis — это продуцирующий микроцистин род пресноводных цианобактерий, который процветает в условиях теплой, особенно стоячей воды. EPA предсказало в 2013 году, что изменение климата и изменение условий окружающей среды могут привести к росту вредных водорослей и негативно повлиять на здоровье человека. Росту водорослей также способствует процесс эвтрофикации (избыток питательных веществ). В частности, растворенный активный фосфор способствует росту водорослей.

## Пути воздействия
Люди подвергаются воздействию микроцистинов при глотании, попадании на кожу или вдыхании загрязненной воды. Эти вещества химически стабильны в широком диапазоне температур и рН, возможно, в результате их циклической структуры. В сезон цветения воды продуцирующие микроцистин бактерии могут превысить фильтрующие способности сооружений водоподготовки. Некоторые данные показывают, что токсин может попадать в пищевую цепь через ирригационные сооружения.

### Цветение озера Эри
В 2011 году в озере Эри произошла рекордная вспышка цветения сине-зелёных водорослей, отчасти связанная с самой влажной за всю историю весной и расширением мертвых зон на дне озера, а также с сокращением популяций рыб, загрязнением пляжей и местной индустрией туризма, которая приносит более 10 миллиардов долларов США доходов ежегодно.
В августе 2014 года, в городе Толедо, штат Огайо, обнаружили небезопасные уровни микроцистина в водопроводе из-за цветения водорослей в озере Эри, самом мелком из Великих озёр. Город выпустил рекомендацию для примерно 500 000 человек, что вода не безопасна для питья или приготовления пищи. Группа специалистов штата Огайо обнаружила, что озеро Эри получило больше фосфора, чем любое другое Великое озеро, как с посевных площадей, из-за местных практик ведения сельского хозяйства, так и из городских водоочистных центров

### Район залива Сан-Франциско
В 2016 году микроцистин был обнаружен в моллюсках района залива Сан-Франциско в морской воде, по-видимому, из пресноводного стока, усугубленного засухой.

### Айова
В 2018 году Департамент природных ресурсов штата Айова обнаружил микроцистины на уровне 0,3   мкг / л, что эквивалентно 0,3 частям на миллиард при поставках сырой воды в 15 из 26 протестированных систем общественного водоснабжения.

## Воздействие на здоровье человека при контакте
Микроцистины не могут быть разрушены стандартными протеазами, такими как пепсин, трипсин, коллагеназа и химотрипсин, из-за их циклической химической природы. Они гепатотоксичны, то есть способны нанести серьезный вред печени . При попадании в организм микроцистин достигает печени через систему транспорта желчных кислот, где задерживается большая его часть, хотя некоторое количество остаётся в кровотоке и может загрязнять ткани. Острое воздействие Microcystin-LR на здоровье — боль в животе, рвота и тошнота, диарея, головная боль, образование пузырей вокруг рта, а также боли в горле при дыхании, сухой кашель и пневмония.
Представляется, что информации для оценки канцерогенного потенциала микроцистинов недостаточно для применения руководящих документов EPA по оценке риска канцерогенного воздействия. Несколько исследований показывают, что может существовать связь между раком печени и колоректальным раком и появлением цианобактерий в питьевой воде в Китае. Доказательства, однако, недостаточны из-за ограниченной способности точно оценивать и измерять экспозицию токсинами.

## Законодательное регулирование
В США EPA выпустило рекомендацию по здоровью в 2015 году. Была рассчитана так называемая Десятидневная рекомендация по здоровью для разных возрастов, в которой указана безопасная концентрация микроцистинов в питьевой воде при воздействии в течение десяти дней: 0,3 мкг / л для детей на грудном вскармливании и детей дошкольного возраста и 1,6 мкг / л для детей школьного возраста и взрослых.

## Дополнительное чтение
- Национальный центр экологической оценки. Токсикологические обзоры цианобактериальных токсинов: микроцистины LR, RR, YR и LA (NCEA-C-1765)